# Прапор Ботсвани
Національний прапор Ботсвани був прийнятий 30 вересня 1966 року. Він складається з п'яти нерівномірних горизонтальних смуг — синьої, білої, чорної, знову білої та синьої. Єдина чорна смуга проходить посередині. Сині найширші, а білі — найтонші. Пропорції 9:1:4:1:9. Блакитний колір на прапорі символізує небо і надію на воду (девіз країни: «Нехай буде дощ»), чорний і білий — більшість народу і національні меншини, зокрема расову гармонію (це також вказує на зебру, яка присутня в гербі країни).

## Конструкція прапора
|                     |
| Конструкція прапора |